# Folks!
Folks! is een Amerikaanse dramedy uit 1992 geregisseerd door Ted Kotcheff.

## Verhaal
Beursmakelaar Jon Aldrich is getrouwd met Audrey en samen hebben ze twee kinderen. Zijn vader heeft dementie en nadat hij zijn huis per ongeluk afbrandt, is hij genoodzaakt om met zijn vrouw Mildred bij Jon in te trekken. 
Jon wordt ontslagen nadat hij onterecht wordt beschuldigd van fraude op zijn werk. Audrey trekt er uit met de kinderen. Jon verliest al zijn bezittingen behalve het appartement. Hij breekt, door al dan niet toedoen van Harry, zijn hand en been, loopt gehoorschade op, verliest een testikel... 
In een helder moment vertelt Harry dat het niet zijn bedoeling was om Jon in de neerwaartse spiraal te drijven, een uitspraak die beaamt wordt door Mildred. Jon en Mildred beramen een plan om Harry “zelfmoord te laten plegen” waardoor ze de levensverzekering opstrijken, maar het blijft bij onsuccesvolle pogingen. Op een dag staat ook Jon's zus Arlene met haar twee onhandelbare zonen voor de deur. Zij zoeken naar een nieuwe woonplaats en trekken in. Arlene verneemt van de plannen en wil ook meedoen om geld op te strijken.
Audrey keert terug nadat ze beseft dat ze hem om de verkeerde redenen verliet. Jon bedenkt zich ook dat hij zijn vader om verkeerde redenen wil vermoorden en hij tracht het nieuwe plan - dat reeds in uitvoering is - te stoppen waar hij in lukt.
Jon herpakt zijn leven en verhuist met zijn vrouw, kinderen en ouders naar een huis op het platteland. Arlene heeft een nieuwe vriend die haar kinderen wel de baas kan. Door zijn dementie riep Harry regelmatig "McDonald's". Op het einde van de film wordt duidelijk dat hij niet naar de keten McDonald's refereert, maar naar zijn aandelen in de firma McDonnell Douglas die een fortuin waard zijn.

## Rolverdeling
| Acteur             | Personage         |
| ------------------ | ----------------- |
| Tom Selleck        | Jon Aldrich       |
| Don Ameche         | Harry Aldrich     |
| Anne Jackson       | Mildred Aldrich   |
| Christine Ebersole | Arlene Aldrich    |
| Wendy Crewson      | Audrey Aldrich    |
| Michael Murphy     | FBI Agent Ed      |
| Robert Pastorelli  | Fred, the Doorman |
| Jon Favreau        | bestuurder taxi   |

## Nominatie
| Westrijd                     | Categorie   | Ontvanger(s) | Resultaat   | Ref.  |
| ---------------------------- | ----------- | ------------ | ----------- | ----- |
| Golden Raspberry Awards 1992 | Worst Actor | Tom Selleck  | Genomineerd | [ 2 ] |